# Mike Bryan
Michael "Mike" Carl Bryan (Camarillo, 29 de abril de 1978) é um ex-tenista profissional estadunidense. A parceria de Mike e seu irmão Bob Bryan é considerada por diversos analistas esportivos, críticos de tênis e antigos tenistas como a melhor dupla do tênis de todos os tempos.

## Carreira
Mike Bryan é mais novo que seu irmão Bob Bryan, e juntos compõem uma das duplas de tênis mais vitoriosas do circuito, com carreiras idênticas, com as mesmas conquistas, desde o tênis universitário, até ao topo do ranking da ATP, que aconteceu em 2003. Multicampeão, vencendo todos os 4 Grand Slam do circuito, e também 3 Master Cup no currículo. Nos Jogos Olímpicos de Pequim 2008 ele e Bob obtiveram a medalha de bronze. Mas nos Jogos Olímpicos de Londres de 2012, ele ganhou a medalha de ouro.
Em 2004 e 2005, conquistou a corrida de duplas, no 1° posto está junto com o irmão desde 2003; em Duplas Mistas, Mike possui 2 títulos de Grand Slam, acumulando 10 triunfos em GS, os dois com a norte-americana Lisa Raymond. Ele também disputou as Olimpíadas de Sydney e representa os Estados Unidos na Copa Davis, tendo sido campeão em 2007.
Possui uma Década Slam no tênis, que ocorre quando durante dez anos consecutivos o tenista ganha pelo menos um dos torneios do Grand Slam por temporada. Não precisa ser o mesmo torneio do Grand Slam, mas tem que ser obrigatoriamente durante dez anos consecutivos e só em simples, duplas ou duplas mistas. O Mike Bryan ganhou em duplas pelo ao menos um torneio do Grand Slam de 2005 a 2014.
Em 2014, ao conquistar o Masters de Xangai, Mike e seu irmão Bob Bryan foram a primeira parceria da história do tênis a completar o ‘Career Golden Masters’, que consiste em conquistar todos os títulos de Masters 1000 possíveis. Ainda em 2014, ao conquistar o Masters de Paris, Mike e seu irmão Bob Bryan também foram os primeiros tenistas, tanto de simples como em duplas, a vencerem seis títulos de Masters 1000 na mesma temporada.
Também representou os Estados Unidos na Copa Davis, tendo sido campeão em 2007.
Em 27 de agosto de 2020, ao lado do irmão Mike, Bob anunciou a aposentadoria, aos 42 anos.

## Finais

### Grand Slam

#### Duplas: 32 (18 títulos, 14 vices)
| Status | V–D   | Ano  | Torneio                  | Piso   | Parceiro  | Adversárias                        | Resultado                 |
| ------ | ----- | ---- | ------------------------ | ------ | --------- | ---------------------------------- | ------------------------- |
| Venceu | 18–14 | 2018 | US Open                  | duro   | Jack Sock | Łukasz Kubot Marcelo Melo          | 6–3, 6–1                  |
| Venceu | 17–14 | 2018 | Torneio de Wimbledon     | grama  | Jack Sock | Raven Klaasen Michael Venus        | 6–3, 76–7, 6–3, 5–7, 7–5  |
| Perdeu | 16–14 | 2017 | Australian Open          | duro   | Bob Bryan | Henri Kontinen John Peers          | 5–7, 5–7                  |
| Perdeu | 16–13 | 2016 | Torneio de Roland Garros | saibro | Bob Bryan | Feliciano López Marc López         | 4–6, 7–66, 3–6            |
| Perdeu | 16–12 | 2015 | Torneio de Roland Garros | saibro | Bob Bryan | Ivan Dodig Marcelo Melo            | 7–65, 56–7, 5–7           |
| Venceu | 15–12 | 2014 | US Open                  | duro   | Bob Bryan | Marcel Granollers Marc López       | 6–3, 6–4                  |
| Perdeu | 15–11 | 2014 | Torneio de Wimbledon     | grama  | Bob Bryan | Jack Sock Vasek Pospisil           | 56–7, 7–63, 4–6, 6–3, 5–7 |
| Venceu | 14–11 | 2013 | Torneio de Wimbledon     | grama  | Bob Bryan | Ivan Dodig Marcelo Melo            | 3–6, 6–3, 6–4, 6–4        |
| Venceu | 13–11 | 2013 | Torneio de Roland Garros | saibro | Bob Bryan | Michaël Llodra Nicolas Mahut       | 6–4, 4–6, 7–64            |
| Venceu | 12–11 | 2013 | Australian Open          | duro   | Bob Bryan | Robin Haase Igor Sijsling          | 6–3, 6–4                  |
| Venceu | 11–11 | 2012 | US Open                  | duro   | Bob Bryan | Leander Paes Radek Štěpánek        | 6–3, 6–4                  |
| Perdeu | 11–10 | 2012 | Torneio de Roland Garros | saibro | Bob Bryan | Max Mirnyi Daniel Nestor           | 4–6, 4–6                  |
| Perdeu | 11–9  | 2012 | Australian Open          | duro   | Bob Bryan | Leander Paes Radek Štěpánek        | 16–7, 2–6                 |
| Venceu | 10–9  | 2011 | Torneio de Wimbledon     | grama  | Bob Bryan | Robert Lindstedt Horia Tecău       | 6–3, 6–4, 7–62            |
| Venceu | 9–9   | 2011 | Australian Open          | duro   | Bob Bryan | Mahesh Bhupathi Leander Paes       | 6–3, 6–4                  |
| Venceu | 8–9   | 2010 | US Open                  | duro   | Bob Bryan | Rohan Bopanna Aisam-ul-Haq Qureshi | 7–65, 7–64                |
| Venceu | 7–9   | 2010 | Australian Open          | duro   | Bob Bryan | Daniel Nestor Nenad Zimonjić       | 6–3, 56–7, 6–3            |
| Perdeu | 7–8   | 2009 | Torneio de Wimbledon     | grama  | Bob Bryan | Daniel Nestor Nenad Zimonjić       | 76–7, 7–63, 56–7, 3–6     |
| Venceu | 6–8   | 2009 | Australian Open          | duro   | Bob Bryan | Mahesh Bhupathi Mark Knowles       | 2–6, 7–5, 6–0             |
| Venceu | 5–8   | 2008 | US Open                  | duro   | Bob Bryan | Lukáš Dlouhý Leander Paes          | 7–65, 7–610               |
| Perdeu | 5–7   | 2007 | Torneio de Wimbledon     | grama  | Bob Bryan | Arnaud Clément Michaël Llodra      | 7–65, 3–6, 4–6, 4–6       |
| Venceu | 4–7   | 2007 | Australian Open          | duro   | Bob Bryan | Jonas Björkman Max Mirnyi          | 7–5, 7–5                  |
| Venceu | 3–7   | 2006 | Torneio de Wimbledon     | grama  | Bob Bryan | Fabrice Santoro Nenad Zimonjić     | 6–4, 4–6, 6–4, 6–2        |
| Perdeu | 3–6   | 2006 | Torneio de Roland Garros | saibro | Bob Bryan | Jonas Björkman Max Mirnyi          | 7–65, 4–6, 5–7            |
| Venceu | 2–6   | 2006 | Australian Open          | duro   | Bob Bryan | Martin Damm Leander Paes           | 4–6, 6–3, 6–4             |
| Venceu | 1–6   | 2005 | US Open                  | duro   | Bob Bryan | Jonas Björkman Max Mirnyi          | 6–1, 6–4                  |
| Perdeu | 1–5   | 2005 | Torneio de Wimbledon     | grama  | Bob Bryan | Stephen Huss Wesley Moodie         | 46–7, 3–6, 7–62, 3–6      |
| Perdeu | 1–4   | 2005 | Torneio de Roland Garros | saibro | Bob Bryan | Jonas Björkman Max Mirnyi          | 6–2, 1–6, 4–6             |
| Perdeu | 1–3   | 2005 | Australian Open          | duro   | Bob Bryan | Wayne Black Kevin Ullyett          | 4–6, 4–6                  |
| Perdeu | 1–2   | 2004 | Australian Open          | duro   | Bob Bryan | Michaël Llodra Fabrice Santoro     | 46–7, 3–6                 |
| Perdeu | 1–1   | 2003 | US Open                  | duro   | Bob Bryan | Jonas Björkman Jonas Björkma       | 7–5, 0–6, 5–7             |
| Venceu | 1–0   | 2003 | Torneio de Roland Garros | saibro | Bob Bryan | Paul Haarhuis Yevgeny Kafelnikov   | 7–63, 6–3                 |

#### Duplas mistas: 6 (4 títulos, 2 vices)
| Status | V–D | Ano  | Torneio                  | Piso   | Parceira              | Adversários                       | Resultado     |
| ------ | --- | ---- | ------------------------ | ------ | --------------------- | --------------------------------- | ------------- |
| Venceu | 4–2 | 2015 | Torneio de Roland Garros | saibro | Bethanie Mattek-Sands | Lucie Hradecká Marcin Matkowski   | 7–63, 6–1     |
| Venceu | 3–2 | 2012 | Torneio de Wimbledon     | grama  | Lisa Raymond          | Elena Vesnina Leander Paes        | 6–3, 5–7, 6–4 |
| Perdeu | 3–1 | 2008 | Torneio de Wimbledon     | grama  | Katarina Srebotnik    | Samantha Stosur Bob Bryan         | 5–7, 4–6      |
| Venceu | 2–1 | 2003 | Torneio de Roland Garros | saibro | Lisa Raymond          | Elena Likhovtseva Mahesh Bhupathi | 6–3, 6–4      |
| Venceu | 1–1 | 2002 | US Open                  | duro   | Lisa Raymond          | Katarina Srebotnik Bob Bryan      | 7–69, 7–61    |
| Perdeu | 0–1 | 2001 | Torneio de Wimbledon     | grama  | Liezel Huber          | Daniela Hantuchová Leoš Friedl    | 6–4, 3–6, 2–6 |

### Jogos Olímpicos

#### Duplas: 2 (1 ouro, 1 bronze)
| Status | Ano  | Cidade  | Piso  | Parceira  | Adversários                       | Resultado     |
| ------ | ---- | ------- | ----- | --------- | --------------------------------- | ------------- |
| Ouro   | 2012 | Londres | grama | Bob Bryan | Michaël Llodra Jo-Wilfried Tsonga | 6–4, 7–62     |
| Bronze | 2008 | Pequim  | duro  | Bob Bryan | Arnaud Clément Michaël Llodra     | 3–6, 6–3, 6–4 |

#### Duplas mistas: 2 (1 bronze)
| Status | Ano  | Cidade  | Piso  | Parceira     | Adversários                    | Resultado        |
| ------ | ---- | ------- | ----- | ------------ | ------------------------------ | ---------------- |
| Bronze | 2012 | Londres | grama | Lisa Raymond | Sabine Lisicki Christopher Kas | 6–3, 4–6, [10–4] |